# Camel (Zigarettenmarke)

Logo

Älteres Logo

Camel Trophy Logo

Camel (engl. ‚Kamel‘) ist eine Zigarettenmarke der Firma R. J. Reynolds Tobacco Company, heute Reynolds American. Das als Camel-Kamel bekannte Logo zeigt ein Dromedar aus der Familie der Kamele.

## Geschichte
Bereits 1875 gründete Richard Joshua Reynolds, genannt R.J., die R. J. Reynolds Tobacco Company. 1883 wurden 110 Mitarbeiter beschäftigt, und 1886 produzierte er nahezu 100 verschiedene Marken, vor allem Schnupf- und Kautabake. Anfang des 20. Jahrhunderts erfolgte der stetige Wandel zu den Rauchtabaken. Der populäre Pfeifentabak Prince Albert war die erste Mischung aus Virginia-, Burley- und Orient-Tabak und somit der Prototyp des American Blend.
Obwohl er wenig von der „neuen Mode“ Zigaretten hielt – zu dieser Zeit war Fatima von Liggett & Myers die führende Marke –, entstand 1913 mit der ersten American-Blend-Zigarette Camel das Reynolds-Produkt, das den Erfolg der Firma über Jahrzehnte sicherte. Reynolds setzte sich hinter American Tobacco (mit deren drei Jahre später kreierten Lucky Strike) an die zweite Stelle der erfolgreichsten Tabakkonzerne noch vor Philip Morris International. Bereits 1921 entstand der weltberühmte Werbeslogan „I'd walk a mile for a Camel“.
Camel war 1913 die erste Marke, die in 20er-Packungen statt der damals üblichen 5er- oder 10er-Packungen verkauft wurde; dies wurde von den meisten anderen Marken innerhalb kurzer Zeit übernommen. Die Zigarette wurde von Anfang an stark beworben, speziell wegen ihrer Milde, die es erlaube, viele Zigaretten zu rauchen. Innerhalb kurzer Zeit erreichte Camel in den USA einen Marktanteil von 40 %. John Wayne diente in der Camel-Werbung als Testimonial. Seit dem 27. August 1968 wurde von der Kölner Zigarettenfabrik Haus Neuerburg KG die Camel erstmals auf dem deutschen Markt und dann europaweit angeboten. Hierdurch konnte der unrentabel hohe Tabakzoll vermieden werden.
Seit Anfang der 1990er Jahre ist Camel außerhalb der USA eine Marke von Japan Tobacco International. Die Tabakmischung der nicht-amerikanischen Camel enthält weniger Orienttabak und einen höheren Anteil Burley.
Im Januar 2017 wurde bekanntgegeben, dass der britische Tabakkonzern British American Tobacco die Reste seines US-Konkurrenten Reynolds aufkauft, inklusive der Marke Camel. Der Kaufpreis betrug rund 50 Mrd. US-Dollar.

## Marketing

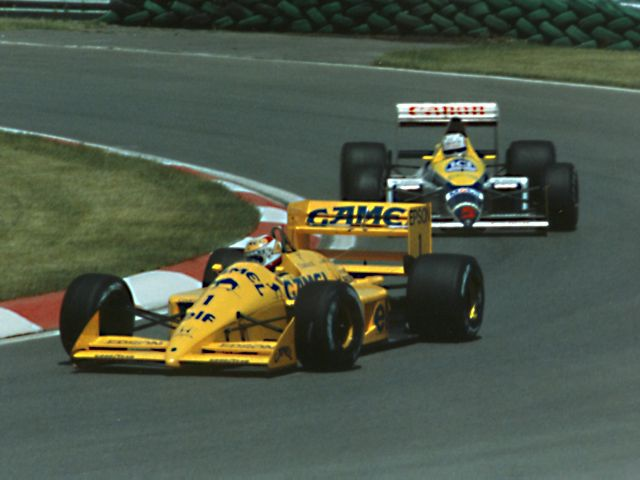
Nelson Piquet im Lotus-Honda mit Camel-Werbung 1988

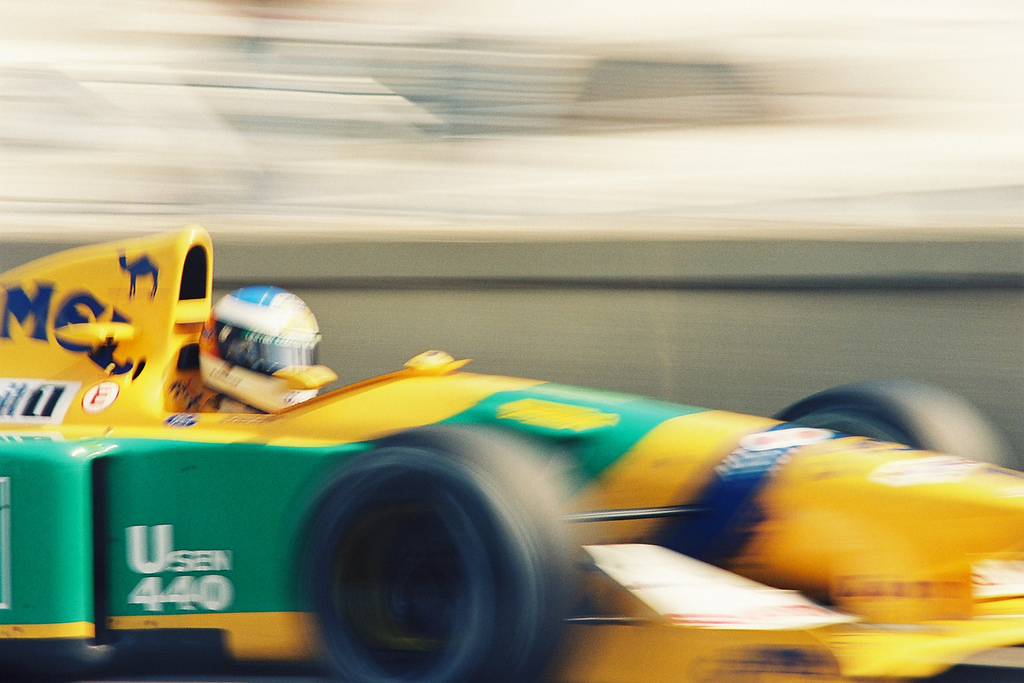
Michael Schumacher im Benetton-Ford mit Camel-Werbung 1992

Als Werbung für die seit dem Vorjahr auch von Köln aus vertriebene Marke wurde im September 1969 ein als Camel-Cup deklariertes Kamelrennen auf der Galopprennbahn im Weidenpescher Park durchgeführt. Das Rennen vor 18.000 Besuchern bestritten eigens dafür eingeflogenen Kamele aus dem Besitz Königs Hassan II. von Marokko. Von 1987 bis Juli 1997 wurde das Cartoon-Maskottchen Joe Camel in der Werbung eingesetzt. 
Von 1980 bis 1999 wurde mit der Camel Trophy jährliche eine von Camel organisierte und teilgesponserte rallyeähnliche Veranstaltung ins Leben gerufen. In den 1980er Jahren startete der Camel-Shop, ein Versandhandel für Outdoor-Bekleidung und -Ausrüstung. Mitte der 1990er Jahre trat Camel mit dem Slogan Camel – the Move als Sponsor in der Technoszene um das Magazin Frontpage und das Musiklabel Low Spirit auf, beispielsweise als Sponsor der Loveparade, des Camel Airrave und der Camel Silverpages.

Markenlogo

Unter dem Modelabel camel active werden Bekleidung, Taschen und Brillen vermarktet. Von 2001 bis 2019 besaß Seidensticker die Master-Lizenz an der Marke und lizenzierte sie über die Tochtergesellschaft CMLC (Camel Active Master License Corporation) GmbH weiter. So werden Camel-Shoes für camel active footwear zum Beispiel von Gabor Shoes hergestellt und Uhren von Mondaine. 2020 ging die Master-Lizenz inklusive der CMLC an die Bültel-Gruppe im niedersächsischen Salzbergen über.
Camel war einer der berühmtesten Sponsoren in der Motorrad-Straßen-Weltmeisterschaft. Es wurden unter anderem das Pramac-Camel-Pons-Team in den Jahren 2004 und 2005 sowie Valentino Rossi im Werksteam von Yamaha 2006 gesponsert. Auch in der Formel 1 war man als Sponsor tätig. Bis 1993 war die Marke als Sponsor von Benetton, Tyrrell, Williams und Lotus tätig.